# Жемчужников Лев Михайлович
Лев Миха́йлович Жемчу́жников  (2 (14) листопада 1828, село Павловка, Орловська губернія — 24 липня (6 серпня) 1912) — російський художник. З материнського боку правнук гетьмана Розумовського. Брат Олексія і Володимира Жемчужникових.

## Біографія
Народився у селі Павловці Єлецького повіту на Орловщині. У 1849–1852 роках навчався в Петербурзькій академії мистецтв у Карла Брюлова та Олексія Єгорова. У 1852 році мешкав в Україні, збирав український фольклор. Мандрував селами України, перебував у Василівці (сучасне Гоголеве) у матері Гоголя. Тоді ж вперше познайомився з творчістю Тараса Шевченка. Допомагав матеріально поету на засланні та особисто зустрічався з ним у 1860 році. Продовжуючи традиції Шевченкової «Живописної України» (1844) в 1861–1862 роках виконав серію офортів під такою ж назвою та видав їх альбомом як додаток до журналу «Основа». Жемчужников підтримував дружні стосунки з Пантелеймоном Кулішем, гостював в нього у Києві. Влітку 1856 року вони разом вирушають в експедицію по Україні. Куліш збирав усні та письмові матеріали, Жемчужников малював.
1857 року емігрував. За кордоном Жемчужников пробув приблизно три роки. Понад рік він подорожував по Італії, Грецькому королівству, Османській імперії, Палестині, Османській Сирії, Єгипетському еялету, а решту часу жив у Парижі. Працював у майстерні Глеза, студіював у свого друга Лагоріо.
Найвідоміші твори Жемчужникова присвячені Україні:
- картини «Кобзар» (1854), « Лірник у хаті» (1857), «Козак їде на Січ» (1857);
- графіка «Жниця» (1851), «Козак у степу» (1853), «Покинута» (1860), «Українка», «Хлопчик-жебрак», «За штатом» та інші твори.

## Особисте життя
1856 року Лев Жемчужников гостював у маєтку у Сергія де Бальмена в Линовиці. Тут художник зустрів своє єдине та взаємне кохання. Це була дівчина-кріпачка Ольга, що належала де Бальменам. Жемчужников декілька разів просив дати дівчині вольну, щоб одружитися з нею та, отримавши відмову, мусив її викрасти і 1857 року еміґрувати. Українська дівчина стала дружиною і вірним другом художника на все життя. Почувши про цю історію Тарас Шевченко у своєму щоденнику 10 листопада 1857 року написав: «Який милий оригінал має бути цей Л. Жемчужников, який би я був щасливий побачити цю людину, котра так щиро, нелукаво полюбила мою милу рідну мову і мою прекрасну, сердешну батьківщину». Вони зустрілися через три роки, після повернення Жемчужникова до Росії, і подружилися..

## «Живописна Україна»
В останній раз Жемчужников і Тарас Шевченко зустрічалися 1860-го року, за кілька місяців до смерті Великого Кобзаря. Смерть поета глибоко вразила його друга. Лев Жемчужников був одним із перших серед тих, хто залишив для потомків свої спогади про зустрічі з Тарасом. Уже 1861-го року в «Основі» (єдиному україномовному журналі, що дозволено було друкувати в Російській імперії) з'явився «Спогад про Шевченка» Жемчужникова, завдяки якому для нас назавжди залишається відкритою ще одна сторінка з життя Великого Кобзаря. Тепер, після смерті Тараса, Жемчужников вважав своїм обов'язком як художник продовжити велике діло свого друга. Він розпочинає нову велику серію картин з українського життя, з української історії, ту саму «Живописну Україну», яку мріяв створити Тарас, аби українська минувшина, великі пам'ятки української історії не загинули навіки для нащадків під руйнівними рухами імперської машини. Протягом 1861—1862 рр. Лев Жемчужников видає додатком до «Основи» 48 офортів, свою «Живописну Україну», яка стала подякою від художника великому поетові.

## Галерея

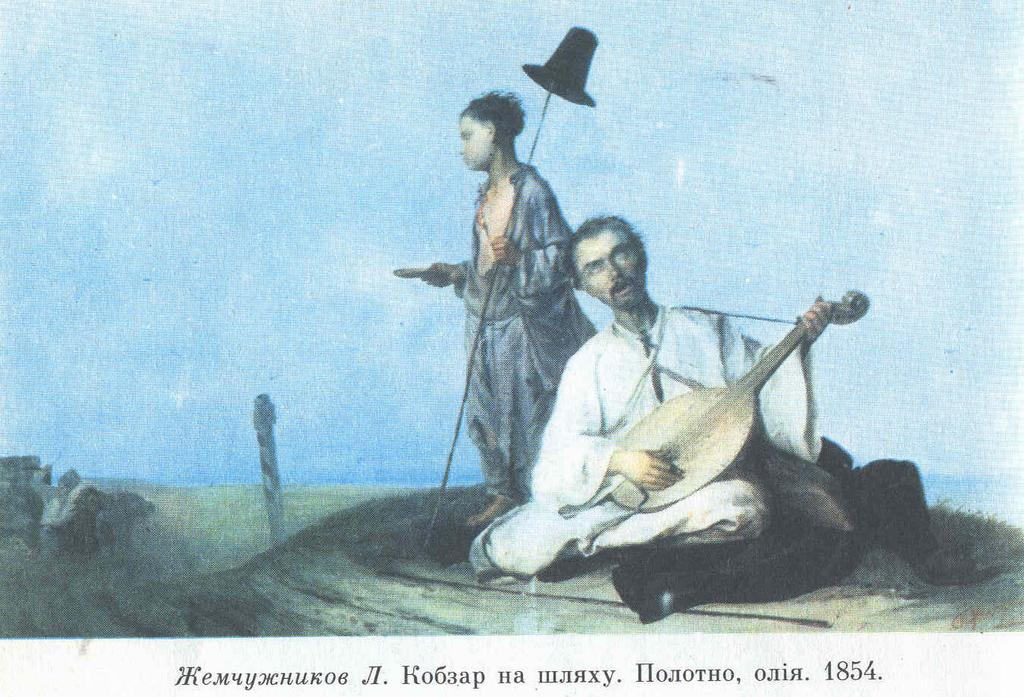
«Кобзар на шляху», 1854
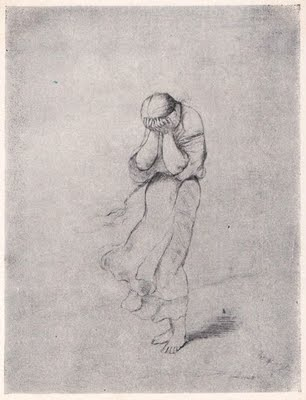
«Покинута», 1860
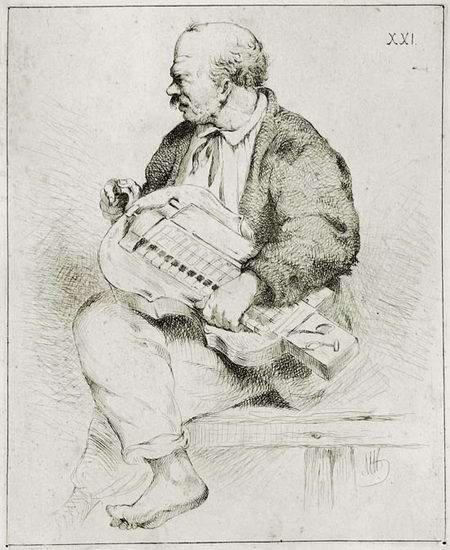
«Лірник», 1861, папір, офорт. Закарпатський обласний художній музей ім. Й. Бокшая, Ужгород
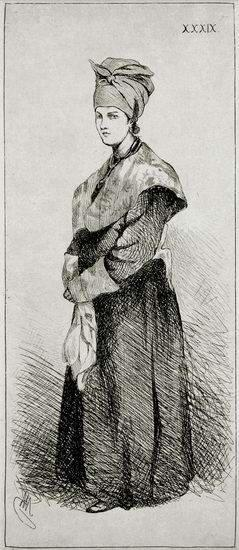
«Молода жінка», 1861, папір, офорт. Закарпатський обласний художній музей ім. Й. Бокшая, Ужгород